# تاريخ الفلبين (1986-الحاضر)
تغطي هذه المقالة تاريخ الفلبين عقب الثورة الفلبينية عام 1986 في الفترة المعروفة باسم الجمهورية الخامسة للفلبين.
أعيقت عودة الديموقراطية والإصلاحات الحكومية التي بدأت عام 1986 إثر الدين العام والفساد الحكومي ومحاولات الانقلاب والكوارث واستمرار التمرد الشيوعي والصراع العسكري مع انفصاليي مورو. خلال عهد كورازون أكينو، انسحبت قوات الولايات المتحدة من الفلبين جراء رفض معاهدة تمديد القواعد الأمريكية، ما أدى إلى نقل قاعدة كلارك الجوية رسميًا في نوفمبر عام 1991 وقاعدة أخرى في خليج سوبيك إلى الحكومة في شهر ديسمبر عام 1992. واجهت إدارة أكينو أيضًا سلسلة من الكوارث الطبيعية، من بينها انفجار بركان جبل بيناتوبو في شهر يونيو عام 1991. بعد طرح دستورٍ يحدد فترة الرئاسة بفترة واحدة، لم تقبل أكينو إعادة الانتخابات. خلف فيديل فالديس راموس الرئيسة السابقة. خلال تلك الفترة، ظلّ أداء البلاد الاقتصادي متواضعًا، فبلغ معدل نمو إجمالي الناتج المحلي 3.6%. في تلك الفترة، غلبت أحداث الأزمة الاقتصادية الآسيوية لعام 1997 على التحسن الاقصادي والاستقرار السياسي للبلاد، كاتفاقية السلام التي وُقعت مع الجبهة الوطنية لتحرير مورو عام 1996.
استلم جوزيف إسترادا منصب الرئيس خلفًا لراموس في يونيو عام 1998، وفي فترة رئاسته، تعافى الاقتصاد من نمو سالب بلغ -0.6% ليصل إلى 3.4% بحلول عام 1999. أعلنت الحكومة حربًا ضد جبهة تحرير مورو الإسلامية في مارس عام 2000 وهاجمت عدة معسكرات للمتمردين، من بينها مقرهم الرئيس. وسط الصراع الجاري مع جماعة أبو سياف، واجه إسترادا اتهامات بالفساد والمماطلة في عملية سحب الثقة، فخُلع عن منصبه إثر ثورة إدسا الثانية عام 2001، وخلفته نائب الرئيس غلوريا ماكاباغال أرويو في العشرين من يناير عام 2001.
في عهد أرويو الذي استمر 9 سنوات، نما الاقتصاد بمعدل 4–7%، وحقق متوسطًا بلغ 5.33% منذ سنة 2002 وحتى سنة 2007، ولم يدخل في الركود إبان الركود الاقتصادي لعام 2008. تلطخ عهد أرويو بالرشوة والفضائح السياسية مثل فضيحة هلو غارسيا المنسوبة إلى عمليات التلاعب بأصوات المقترعين في الانتخابات الرئاسية عام 2004. في 23 نوفمبر عام 2009، ذُبح 34 صحفي وعدد من المدنيين في ماغوييندانايو.
انتصر بنيغنو أكينو الثالث في الانتخابات الرئاسية الفلبينية لعام 2010، وأصبح الرئيس الخامس عشر للفلبين. وُقعت الاتفاقية الإطارية حول بانجسامورو في 15 أكتوبر عام 2012، فكانت الخطوة الأولى في سبيل إنشاء كيان سياسي مستقل أصبح يُعرف ببانجسامورو. على أي حال، وقع اصطدام في ماماسابانو الواقعة في محافظة ماغوييندانايو، قتل إثره 44 عضوًا من فرقة العمل الخاصة التابعة للشرطة الوطنية الفلبينية ومهّد لإقرار قانون بانجسامورو التنظيمي بعدما كان غير نافذ. تصاعدت التوترات المتعلقة بالنزاعات الحدودية في شمال بورنيو (شرق صباح الماليزية) وفي بحر الصين الجنوبي. في عام 2013، أُضيفت سنتان إلى نظام التدريس في البلاد المؤلف من 10 سنوات في مستويي التعليم الأساسي والثانوي. في عام 2014، وُقعت اتفاقية التعاون الدفاعي المحسنة، ما مهّد الطريق لعودة قواعد القوات المسلحة الأمريكية إلى البلاد.
حقق عمدة دافاو، رودريغو دوتيرتي، النصر في الانتخابات الرئاسية لعام 2016، فأصبح أول رئيس من جزيرة مينداناو. في 12 يوليو عام 2016، حكمت محكمة التحكيم الدائمة لصالح الفلبين في قضية ضد ادعاءات الصين بخصوص بحر الصين الجنوبي. بعد فوز دوتيرتي بالرئاسة، أعلن الأخير حملة مكثفة لمكافحة المخدرات ليكمل وعوده التي أطلقها في الحملة الانتخابية من أجل تطهير البلاد من الجريمة خلال 6 أشهر. بدءًا من شهر فبراير عام 2019، ارتفعت حصيلة قتلى حرب المخدرات الفلبينية لتل إلى 5176. أدى تطبيق قانون بانجسامورو التنظيمي إلى خلق منطقة بانجسامورو المستقلة في مينداناو.

## إدارة كورازون أكينو (1986–1992)
إثر الثورة الفلبينية عام 1986، تسلمت كورازون أكينو السلطة معلنة استعادة الديموقراطية في البلاد. شكّلت أكينو على الفور حكومة ثورية لتطبيع الوضع، وقدمت ما يسمى «دستور الحرية» الانتقالي لاستعادة الحريات المدنية وتفكيك البيروقراطية رسخها فرديناند ماركوس –فألغت المجلس الوطني أو باتاسانغ بامبانسا، وأطلقت صراح شخصيات عامة. عيّنت إدارة أكينو برالمقابل مفوضية دستورية رفعت دستورًا دائمًا جديدًا جرى إقراره وتفعيله في شهر فبراير عام 1987. حدّ الدستور من سلطة الرئيس في إعلان القانون العرفي، واقترح خلق مناطق مستقلة ذاتيًا في كورديليرا ومنطقة مينداناو الإسلامية، واستعاد الشكل الرئاسي للحكومة والكونغرس ثنائي المجلس (ثنائي التمثيل).
حدث تقدم في إنعاش المؤسسات الديموقراطية واحترام الحريات المدنية، لكن إدارة أكينو اعتُبرت ضعيفة وعنيدة، وأُعيقت عملية العودة إلى الاستقرار السياسي والنمو الاقتصادي جراء محاولات انقلاب عديدة أجراها أعضاءٌ ساخطون من الجيش الفلبيني. خصخصت أكينو العديد من المنشآت التي امتلكتها الحكومة، مثل الماء والكهرباء. اعتبر الكثيرون هذه الممارسات بمثابة إذعان أكينو للأوليغارشية والمصالح الأمريكية أيضًا، ما أدى إلى خسارة سلطة الحكومة التنظيمية.
أُعيق النمو الاقتصادي أيضًا جراء سلسلة من الكوارث الطبيعية. في يونيو عام 1991، انفجر بركان جبل بيناتوبو في منطقة لوزون الوسطى بعد أن كان خامدًا لـ600 عام. كان ثاني أكبر انفجار بركاني في القرن العشرين. خلّف البركان 700 قتيل و200 ألف مشرد، وأدى أيضًا إلى تبريد الطقس العالمي بـ1.5 درجة مئوية.
في 16 سبتمبر عام 1991، وعلى الرغم من ممارسة ضغوط من طرف الرئيس أكينو، رفض مجلس الشيوخ الفلبيني معاهدة كانت ستسمح بتمديد وجود القواعد العسكرية الأمريكية في البلاد لمدة 10 سنوات. سلّمت الولايات المتحدة قاعدة كلارك الجوية في بامبانغا إلى الحكومة الفلبينية في شهر نوفمبر، وكذلك قاعدة خليج سوبيك البحرية في زامباله في شهر ديسمبر عام 1992، ما أنهى قرابة قرن من الوجود العسكري الأمريكي في الفلبين.

## إدارة فيديل راموس (1992–1998)
في انتخابات عام 1992، حاز وزير الدفاع فيديل راموس، برعاية أكينو، على 23.6% من الأصوات، فتفوق على ميريام ديفينسور سانتياغو وإدواردو كوجوانكو والمتحدث باسم مجلس النواب رامون ميترا، والسيدة الأولى السابقة إيميلدا ماركوس، ورئيس مجلس الشيوخ جوفيتو سالونغا ونائب الرئيس سلفادور لوريل.
في بداية إدارته، أعلن راموس أن «المصالحة الوطنية» هي من أولوياته القصوى. شرّع الحزب الشيوعي وأسس لجنة التوحيد الوطنية، والتي ترأسها المحامي مانويل سي. هيريرا، لوضع أساس المحادثات مع الثوار الشيوعيين والانفصاليين الإسلاميين والمتمردين العسكريين. في يونيو عام 1994، وقّع راموس قانونيًا عفوًا عامًا غير مشروط يشمل كافة مجموعات المتمردين، وكذلك الشخصيات الفلبينية التابعة للجيش والشرطة والمتهمة بارتكاب جرائم أثناء قتال المتمردين والثوار. في شهر أكتوبر عام 1995، وقّعت الحكومة اتفاقية لإنهاء التمرد العسكري.
حصلن مواجهة مع الصين في عام 1995، عندما شيّد الجيش الصيني مبانٍ في حيد ميجي في جزر سبراتلي المتنازععليها، والتي يطالب بها الفلبينيون مطلقين عليها اسم جزر كالايان.